# Liste der Museen im Landkreis Lichtenfels
Die Liste der Museen im Landkreis Lichtenfels  gibt einen Überblick über aktuelle und ehemalige Museen im Landkreis Lichtenfels in Bayern.

## Aktuelle Museen
| Gemeinde                | Name                         | Kurzbeschreibung | gegründet/ eröffnet | Träger                                   | Standort                 | Bild           | Link |
| ----------------------- | ---------------------------- | --- | ------------------- | ---------------------------------------- | ------------------------ | -------------- | ---- |
| Altenkunstadt           | Synagoge Altenkunstadt       | Die 1726 erbaute Synagoge dient als Erinnerungs- und Gedenkstätte und beherbergt eine Dauerausstellung zur 700-jährigen Geschichte der Juden im oberen Maintal mit den Schwerpunkten Kultgegenstände sowie persönliche Gebrauchsgegenstände aus den letzten 200 Jahren.                                       | 1993                |                                          | Judenhof                 | weitere Bilder |      |
| Bad Staffelstein        | Museum Kloster Banz          | Das Museum dokumentiert die Geschichte des Klosters Banz vom 12. Jahrhundert bis in die Gegenwart und zeigt eine in der ersten Hälfte des 19. Jahrhunderts konzipierte Fossiliensammlung (Petrefaktensammlung) sowie eine von Herzog Max Joseph in Bayern 1838 angelegte Orientalische Sammlung.              |                     |                                          | Kloster Banz             | weitere Bilder |      |
| Bad Staffelstein        | Stadtmuseum Bad Staffelstein | Das Museum dokumentiert das Leben des Rechenmeisters Adam Ries (1492–1559), erinnert an den Schriftsteller Victor von Scheffel (1826–1886) und zeigt eine archäologische Sammlung rund um die Fundstätten Staffelberg und Hohler Stein, Fossilien, Zeugnisse des Glaubens und Dokumente zur Stadtentwicklung. |                     |                                          | Kirchgasse               | weitere Bilder |      |
| Burgkunstadt            | Deutsches Schustermuseum     | Das Museum dokumentiert die Fertigung von Schuhen, die verschiedenen Materialien und die Entwicklung von Funktionen und Moden, aber auch die Bedeutung der Schuhherstellung für die Stadt. | 1991                | Stadt Burgkunstadt                       | Marktplatz               |                |      |
| Lichtenfels             | Heimatmuseum Klosterlangheim | Das Museum in dem ehemaligen Schulhaus der 1691–1700 errichteten Alten Abtei dokumentiert die Geschichte des 1803 aufgehobenen Zisterzienserklosters Langheim und zeigt ein etwa zwölf Quadratmeter großes Modell der Klosteranlage in dem Zustand vor dem Brand im Jahre 1802.                               | 1982                | Verein der Heimatfreunde Klosterlangheim | Klosterlangheim          | weitere Bilder |      |
| Lichtenfels             | Museum im Stadtschloss       | Das Stadtschloss zeigt die ehemals im Stadtmuseum Lichtenfels untergebrachten Sammlungen der Stadt Lichtenfels zur Bier- und Brauereigeschichte, zur Eisenbahn und zum Korbhandel sowie die Sammlung von Schneyer Porzellan.                                                                                  | 2023                |                                          | Stadtschloss Lichtenfels | weitere Bilder |      |
| Lichtenfels             | Sammlung Fossilien des Jura  | Die seit 2020 im Oberen Torturm untergebrachte Sammlung umfasst Fossilien aus der Zeit des Jura, darunter Ammoniten, Nautiliden und Belemniten mit Schwerpunkt auf Fundgebieten im weiteren Einzugsgebiet von Lichtenfels, aber auch aus dem übrigen Deutschland und aus dem Ausland.                         | 1997                |                                          | Oberer Torturm           | weitere Bilder |      |
| Michelau in Oberfranken | Deutsches Korbmuseum         | Das Museum in einer ehemaligen Korbmanufaktur gibt einen Überblick über Materialien, Werkzeuge und Techniken des Flechthandwerks und zeigt Flechtobjekte aus aller Welt. | 1967                | Gemeinde Michelau in Oberfranken         | Bismarckstraße           | weitere Bilder |      |

## Ehemalige Museen
| Gemeinde    | Name                    | Kurzbeschreibung | gegründet/ eröffnet | geschlossen/ aufgelöst | Träger | Standort         | Bild           | Link |
| ----------- | ----------------------- | --- | ------------------- | ---------------------- | ------ | ---------------- | -------------- | ---- |
| Lichtenfels | Stadtmuseum Lichtenfels | Das in einer ehemaligen Direktorenvilla untergebrachte Museum dokumentierte geografische Gegebenheiten, den Korbhandel und die für die Stadt wichtige Eisenbahnstrecke und zeigte die größte bekannte Sammlung von Schneyer Porzellan. Seit 2023 sind die Sammlungen des Stadtmuseums im Stadtschloss Lichtenfels ausgestellt. |                     | 2020                   |        | Bamberger Straße |                |      |
| Weismain    | Nordjura Museum         | Das Museum in den historischen Räumen des 1701 bis 1703 errichteten Kastenhofs dokumentiert die Entstehung der Jura-Landschaft, das religiöse Leben am Obermain, Handwerk und Gewerbe wie Bierbrauerei, Fischerei und Schäferei sowie die Fauna und Flora im Nordjura-Gebiet mit seiner vielfältigen Mühlen-Landschaft.        | 2004                |                        |        | Kastenhof        | weitere Bilder |      |